# Francuski numer
Francuski numer – polski film fabularny (komedia) z 2006 roku w reżyserii Roberta Wichrowskiego.

## Obsada
- Jan Frycz, jako Stefan
- Karolina Gruszka, jako Magda
- Jakub Tolak, jako Janek
- Yaya Samake, jako Machu
- Piotr Borowski, jako Sergiej
- Maciej Stuhr, jako Chwastek
- Robert Więckiewicz, jako Leon
- Bronisław Wrocławski, jako Kurowski
- Marcin Dorociński, jako Mateusz
- Bolesław Abart, jako Kolekcjoner
- Sebastian Konrad, jako Adam, kolega Magdy i właściciel psa
- Krzysztof Kiersznowski, jako Majster
- Jan Piechociński, jako Olek
- Ofelia Cybula, jako dziewczyna
- Maria Góralczyk, jako Andżelika – dziewczyna z agencji
- Katarzyna Glinka, jako koleżanka Magdy
- Jacek Graniecki (Tede), jako łepek
- Kołcz, jako łepek II
- Kiełbasa, jako łepek III
- Marcin Sitek, jako skin
- Piotr Grabowski, jako policjant na paradzie homoseksualistów

Źródło.

## Soundtrack
Na ścieżkę dźwiękową filmu składają się m.in.:
- The Mighty Bop feat. Olivier Ajavon - Lady
- Tede – T.D.F. (Mateo Remix)
- Margo – Przebudzenie
- In-Grid – La vie en rose
- Mosqitoo – Sweet Dreams (Are Made Of This)
- Snap! vs. Motivo – The Power (Of Bhangra)
- The Rubettes – Sugar Baby Love
- Collective Soul – Run
- Marcin Rozynek – Nie pasuje
- M People feat. Heather Small - Search For The Hero

## Produkcja
Zdjęcia kręcono w Warszawie i Paryżu.